# Doina Șnep-Bălan
Doina Liliana Șnep-Bălan, née le 10 décembre 1963 à Liteni (Roumanie), est une rameuse roumaine. Elle remporte plusieurs médailles d'argent et de bronze aux Jeux de 1984, 1988 et 1992.

## Carrière
Doina Șnep-Bălan remporte la médaille d'argent en huit aux Jeux olympiques d'été de 1984. Elle est médaillée d'argent en huit et médaillée de bronze en quatre avec barreur aux Jeux olympiques d'été de 1988 puis remporte la médaille d'argent en huit et termine 7e de la finale de deux sans barreur aux Jeux olympiques d'été de 1992.
Sa sœur Anișoara Bălan et son mari Ioan Șnep sont également des rameurs olympiques.

## Palmarès

### Jeux olympiques
- Jeux olympiques d'été de 1992 à Barcelone ( Espagne) :
  -  médaille d'argent en huit
- Jeux olympiques d'été de 1988 à Séoul ( Corée du Sud) :
  -  médaille d'argent en huit
  -  médaille de bronze en quatre avec barreur
- Jeux olympiques d'été de 1984 à Los Angeles ( États-Unis) :
  -  médaille d'argent en huit

### Championnats du monde
- Championnats du monde 1991 à Vienne ( Autriche) :
  -  médaille de bronze en huit
- Championnats du monde 1990 au lac Barrington ( Australie) :
  -  médaille d'or en huit
  -  médaille d'or en quatre sans barreur
- Championnats du monde 1989 à Bled ( Yougoslavie) :
  -  médaille d'argent en huit
- Championnats du monde 1986 à Nottingham ( Royaume-Uni) :
  -  médaille d'or en quatre avec barreur
- Championnats du monde 1985 à Hazewinkel ( Belgique) :
  -  médaille de bronze en huit

### Universiade
- Universiade d'été de 1989 à Duisbourg ( Allemagne de l'Ouest) :
  -  médaille d'or en quatre sans barreur